# Euphorbia brevitorta
Euphorbia brevitorta är en törelväxtart som beskrevs av Peter René Oscar Bally. Euphorbia brevitorta ingår i släktet törlar, och familjen törelväxter.
Artens utbredningsområde är Kenya. Inga underarter finns listade i Catalogue of Life.